# Neodythemis campioni
Neodythemis campioni – gatunek ważki z rodziny ważkowatych (Libellulidae). Występuje w Afryce Zachodniej; pewne stwierdzenia pochodzą z Liberii i Sierra Leone, niepotwierdzone z Gwinei i Nigerii.